# باك كريت
 باك كريت (بالإنجليزية: Pak Kret)‏ هي مدينة تقع في محافظة نونثابوري في تايلاند. يبلغ عدد سكانها 178,907 نسمة وذلك حسب تعداد سكاني لعام 2010. تبلغ مساحتها 36.04 كم².

## وصلات خارجية
- الموقع الإلكتروني